# Edelsheim-Gyulai Lipót (1888–1981)
Marosnémethi és Nádaskai gróf Edelsheim-Gyulai Lipót Ferenc György Gyula (Brezovica, 1888. július 6. – Cannes, 1981. május 17.) johannita kommendátor, Horthy István apósa.

## Élete
Evangélikus főnemesi családban született, gróf Edelsheim-Gyulai Lipót és herceg Odescalchi Irma egyetlen fiúgyermeke. 1906-ban apjával együtt megkapta a grófi címet, később pedig felvették a Máltai lovagrendbe. A rend az 1930-as években és a háború alatt sokat szenvedett. 1934-ben Németországban megvonták tőlük a rendjel-adományozási jogot, később, 1945-ben pedig a Máltai Lovagrenddel együtt feloszlatták. Így emigrációban volt kénytelen működni. 1949-ben meghalt báró Feilitzsch Berthold kommendátor, utódjául Edelsheim-Gyulait választották. Nem sokáig tölthette be e megtisztelő szerepet, 1955-ben már Kibédi Varga Sándor professzor követte a kommendátori székben.
Az első világháborúig az édesapja által 1894-ben vásárolt felsőelefánti, körülbelül 6000 holdas birtokon töltötte ideje nagy részét. Trianon után ez a terület Csehszlovákia része lett, de mivel Lipót Csehszlovákiát választotta (optálás), a birtokok nagyobb részét, mintegy 5000 holdat megtarthatta.

## Családja
1912-ben vette nőül verőczei gróf Pejacsevich Gabriellát (1894-1977), aki három leányt szült neki:
- Éva Mária Theodóra Anna (1913); első férje: malomvízi gróf Kendeffy Ádám (1908-1988); második férje: Gaál István (1904-1975)
- Maritta Paulina Alexandra (1915); férje: pusztaszentgyörgyi és tetétleni Darányi György (1901-1980)
- Ilona Mária Andrea Gabriella (1918–2013); első férje: vitéz nagybányai Horthy István (1904-1942); második férje: John Bowden (1915)

1920-ban elvált feleségétől és még abban az évben másodszor is megnősült, Ella Rothkugel von Rollershausen (1899-?) kisasszonyt vette el, de gyermekeik már nem születtek.